# 사라 투네브로
사라 크리스티나 투네브로(스웨덴어: Sara Kristina Thunebro, 1979년 4월 26일 ~ )는 스웨덴의 은퇴한 여자 축구 선수로, 포지션은 수비수였다.

## 클럽 경력
사라 투네브로는 6세 시절부터 축구를 즐기기 시작했으며 청소년 시절에는 여자 청소년 축구 클럽인 IK 빌리안 소속으로 활동했다. 1997년부터 1998년까지 이데온스베리 IF 소속으로 활동하면서 데뷔했다.
사라 투네브로는 1999년부터 2009년까지 다말스벤스칸 소속 여자 축구 클럽인 유르고르덴 IF 소속으로 활동하면서 유르고르덴 IF의 다말스벤스칸 2회 우승, 여자 스벤스카 쿠펜 3회 우승에 기여했다. 2004-05 시즌에서는 유르고르덴 IF의 UEFA 여자컵(현재의 UEFA 여자 챔피언스리그) 결승전 진출에 기여했는데 유르고르덴 IF는 결승전에서 1. FFC 투르비네 포츠담에 패배하면서 준우승을 차지하게 된다.
사라 투네브로는 2009년에 독일 프라우엔-분데스리가 소속 여자 축구 클럽인 1. FFC 프랑크푸르트에 합류했고 2011년 4월에는 1. FFC 프랑크푸르트와의 계약을 2년 연장했다. 2013년 3월에는 스웨덴의 여자 축구 클럽인 튀레쇠 FF로 이적하면서 다말스벤스칸 무대에 복귀했고 2014년부터 2015년까지 에스킬스투나 유나이티드 DFF 소속으로 활동했다.

## 국가대표 경력
사라 투네브로는 스웨덴 여자 U-17 축구 국가대표팀에서 10경기, 스웨덴 여자 U-19 축구 국가대표팀에서 8경기, 스웨덴 여자 U-23 축구 국가대표팀에서 32경기에 출전한 기록을 갖고 있다. 2004년 1월 30일에 중국 선전에서 열린 미국과의 4개국 여자 축구 친선 토너먼트 경기에 처음 출전하면서 스웨덴 여자 축구 국가대표팀 선수로 데뷔했는데 스웨덴은 미국에 0-3 패배를 기록했다.
사라 투네브로는 중국에서 개최된 2007년 FIFA 여자 월드컵에서 나이지리아, 조선민주주의인민공화국과의 조별 예선 경기에 출전했지만 스웨덴은 조별 예선에서 탈락하고 만다. 하지만 스웨덴이 2008년 베이징 하계 올림픽 여자 축구 본선에 진출하면서 스웨덴 여자 축구 국가대표팀의 주전 수비수로 기용되었고 2008년 베이징 하계 올림픽에서 스웨덴의 8강전 진출에 기여했다. 핀란드에서 개최된 UEFA 여자 유로 2009에서는 스웨덴의 8강전 진출에 기여했지만 스웨덴은 노르웨이와의 8강전 경기에서 패배하면서 탈락하고 만다.
사라 투네브로는 독일에서 개최된 2011년 FIFA 여자 월드컵에서 스웨덴이 3위를 차지하는 데에 기여했다. 2012년 런던 하계 올림픽에서는 스웨덴의 8강전 진출에 기여했지만 스웨덴은 프랑스와의 8강전 경기에서 패배하면서 탈락하고 만다.
사라 투네브로는 2013년 3월 6일에 열린 중국과의 알가르브컵 경기에서 카롤리네 세게르와 함께 A매치 100경기 출전 기록을 수립했으며 스웨덴은 중국과 1-1 무승부를 기록했다. 스웨덴에서 개최된 UEFA 여자 유로 2013에서는 스웨덴의 준결승전 진출에 기여했다. 캐나다에서 개최된 2015년 FIFA 여자 월드컵에도 참가했지만 오스트레일리아와의 조별 예선 경기에서 15분 동안 교체 출전하는 데에 그쳤고 스웨덴은 독일과의 16강전 경기에서 패배하면서 탈락하고 만다.

## 수상

### 클럽
유르고르덴 IF
- 다말스벤스칸 2회 우승 (2003, 2004)
- 여자 스벤스카 쿠펜 3회 우승 (1999-2000, 2004, 2005)

1. FFC 프랑크푸르트
- 여자 DFB-포칼 1회 우승 (2011)

### 국가대표
- 1998년 UEFA U-19 여자 축구 선수권 대회 4강
- 2009년 알가르브컵 우승
- 2011년 FIFA 여자 월드컵 3위
- UEFA 여자 유로 2013 4강

### 개인
- 2008년 스웨덴 올해의 여자 수비수 선정
- 2009년 스웨덴 올해의 여자 수비수 선정